# کمربند گولد

مجموعه ابر ρ Oph منطقه ای ستاره ساز در کمربند گولد است.

کمربند گولد (انگلیسی: Gould Belt) حلقه جزئی از ستاره‌ها در کهکشان راه شیری است که اندازه آن ۳۰۰۰ سال نوری می‌باشد و در حدود ۱۶ تا ۲۰ درجه به سمت هواپیمای کهکشانی کج شده‌است؛ و شامل بسیاری از ستاره‌های نوع O و B است و بازوی مارپیچی موضعی را که خورشید به آن تعلق دارد نشان می‌دهد. در حال حاضر خورشید حدود ۳۲۵ سال نوری از مرکز بازو فاصله دارد. گمان می‌رود این کمربند از ۳۰ تا ۵۰ میلیون سال قدمت داشته باشد و منشأ ناشناخته ای داشته باشد. این نام به بنیامین گولد تعلق دارد که آن را در سال ۱۸۷۹ شناسایی کرد.
این کمربند دربرگیرنده ستاره‌های درخشانی در بسیاری از صورت‌های فلکی از جمله قیفاووس، چلپاسه، برساووش، شکارچی، سگ بزرگ، کشتی دم، بادبان، شاه تخته، چلیپا (صلیب جنوبی)، قنطروس، گرگ، و کژدم می‌باشد. راه شیری که در آسمان قابل مشاهده است نیز از بیشتر این صور فلکی می‌گذرد.